# Ljudmila Naumowna Mokijewskaja-Subok
Ljudmila Naumowna Mokijewskaja-Subok (russisch Людмила Наумовна Мокиевская-Зубок, ukrainisch Людмила Наумівна Мокієвська-Зубок; * 1896 in Tschernihiw; † 9. März 1919 in Debalzewe) war eine russisch-sowjetische Revolutionärin und Panzerzugkommandeurin.

## Leben
Mokijewskaja war die uneheliche Tochter der Adligen Glafira Timofejewna Mokijewskaja-Subok und des Publizisten und Narodniks Naum Jakowlewitsch Bychowski. Da das staatliche Gymnasium sie als uneheliches Kind nicht aufnahm, besuchte sie ab 1905 das private Kusnezowa-Gymnasium in Tschernihiw. 1911 wurde sie beim Besuch Nikolaus II.  wegen öffentlichen Rowdytums vom Unterricht ausgeschlossen, aber auf Bitten ihrer Mutter dann als beste Schülerin wieder aufgenommen. 1913 schloss sie den Gymnasiumsbesuch mit einer Goldmedaille ab. Darauf ging sie nach St. Petersburg und begann das Studium am Psychoneurologischen Institut in der Naturwissenschaftlichen Abteilung der Pädagogischen Fakultät. Dort schloss sie sich unter dem Einfluss revolutionärer Ideen der Studentengruppe der Sozialrevolutionäre (SR) an.
1917 brach Mokijewskaja ihr Studium ab, um sich an der revolutionären Bewegung in Helsinki zu beteiligen. Zu Beginn der Oktoberrevolution trat sie als Leonid Mokijewski in die Rote Garde ein und gehörte zur Wache des Smolny-Instituts. Der Volkskommissar für Verteidigung Nikolai Iljitsch Podwoiski schickte sie als Kommissarin für Lebensmittel nach Jekaterinoslaw.

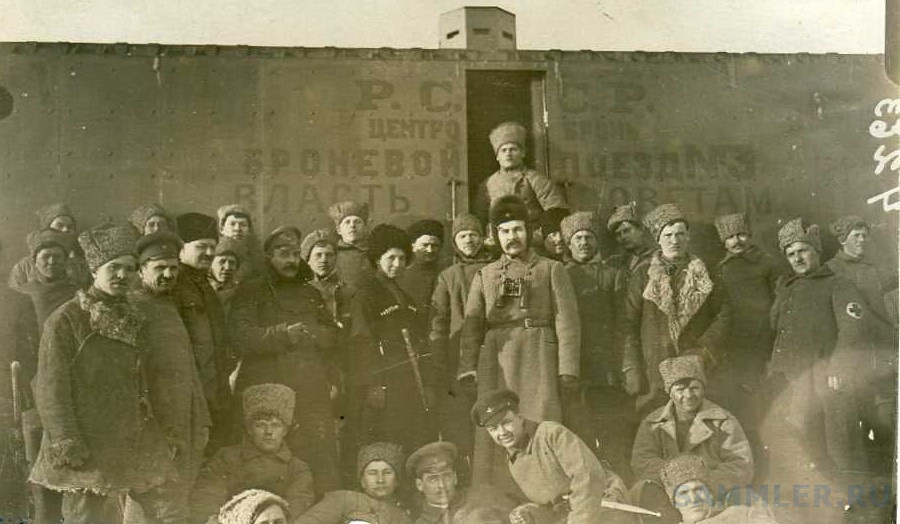
I. S. Koschewnikow (Mitte) und Mokijewskaja (links neben Koschewnikow) mit der Panzerzugbesatzung (Anfang März 1919)

Im Januar 1918 wurde Mokijewskaja vom Sonderkommissar der Ukraine Grigori Konstantinowitsch Ordschonikidse zur Kommissarin ernannt für den Panzerzug, der in der Brjansker Maschinenfabrik für die Jekaterinoslawer Kampfgruppe zusammengestellt worden war. Der Panzerzug fuhr ins Donbass für den Kampf gegen die weißen Kosaken Alexei Maximowitsch Kaledins bei Matwejew Kurgan u. a. Dabei erwies sich Mokijewskaja als tatkräftige Organisatorin. Ende Januar kehrte der Panzerzug nach Jekaterinoslaw zurück. Am 25. Februar wurde Mokijewskaja zur Kommandeurin des 3. Brjansker Panzerzugs ernannt. Mitte März deckte der Zug unter ihrem Kommando auf der Strecke Kiew-Poltawa die Evakuierung des Bahnhofs Hrebinka und dann im Gebiet Hadjatsch-Romny-Romodan-Myrhorod den Abzug der roten Einheiten nach Poltawa. Anfang April wurde Ljubotyn verteidigt und eingeschlossen, doch der Zug brach mit dem Stab der 4. Roten Armee nach Osten durch. Als rote Einheiten im Gebiet Charkiw eingeschlossen wurden, kam der Zug ihnen zur Hilfe und unterstützte den Ausbruch. Dank dieses Durchbruchs durch die deutsche Frontlinie konnte der Rat der Volkskommissare der Sowjetrepublik Donez-Kriwoi Rog unter der Führung Artjoms ins Donbass gelangen.
Im Juli 1918 wurde Mokijewskaja im Zusammenhang mit dem Aufstand von linken SR-Mitgliedern ihres Kommandos enthoben. und der Panzerzug wurde zur Niederschlagung des Aufstands in Jaroslawl dorthin geschickt. Nach einer positiven Beurteilung Wladimir Alexandrowitsch Antonow-Owsejenkos erhielt sie unter dem Namen Leonid Georgijewitsch Mokijewski im August 1918 das Kommando über einen neuen Panzerzug Nr. 3, der zur Verteidigung Zarizyns losgeschickt wurde.
Am 1. Januar 1919 wurde Mokijewskajas Panzerzug aus Sormowo nach Kupjansk geschickt und dem Kommandeur der 13. Armee Innokenti Serafimowitsch Koschewnikow zur Verfügung gestellt. Es kam zu heftigen Kämpfen gegen Denikins Streitkräfte Südrusslands, die auf Luhansk vorrückten. Bei Kämpfen um den Bahnhof Debalzewe wurde Mokijewskaja am 9. März 1919 auf dem Führerstand des Panzerzugs durch ein Geschoss aus dem weißen Panzerzug getötet. Am 14. März wurde sie in Kupjansk militärisch bestattet. Nach Besetzung Kupjansks durch die Weißen wurde ihr Grab zerstört, und ihre Leiche wurde in eine Schlucht am Stadtrand geworfen. Nach der Rückeroberung Kupjansks wurden Mokijewskajas Überreste erneut militärisch bestattet.
Ein Obelisk mit Mokijewskajas Porträt-Basrelief wurde 1964 in Kupjansk aufgestellt und ein weiterer 1968 in Debalzewe. Eine Porträt-Skulptur wurde von Oxana Alexandrowna Suprun geschaffen.